# Jamal Musiala
Jamal Musiala (n. 26 februarie 2003, Stuttgart, Germania) este un jucător de fotbal german. Joacă pe postul de mijlocaș ofensiv pentru FC Bayern München din Bundesliga și pentru echipa națională de fotbal a Germaniei.
Născut în Germania dintr-un tată nigerian și o mamă germană și crescut în Anglia, Musiala a reprezentat atât Germania, cât și Anglia la niveluri de tineret și, în cele din urmă, acesta a ales echipa națională a Germaniei pentru viitoarele jocuri din februarie 2021, reprezentând echipa la UEFA Euro 2020.

## Statistici carieră

### Club
La meciul jucat la 1 septembrie 2024.
| Club              | Sezon         | Campionat     | Campionat | Campionat | DFB-Pokal | DFB-Pokal | Europa  | Europa | Altele  | Altele | Total   | Total  |
| Club              | Sezon         | Divizie       | Meciuri   | Goluri    | Meciuri   | Goluri    | Meciuri | Goluri | Meciuri | Goluri | Meciuri | Goluri |
| ----------------- | ------------- | ------------- | --------- | --------- | --------- | --------- | ------- | ------ | ------- | ------ | ------- | ------ |
| Bayern München II | 2019–20       | 3. Liga       | 8         | 2         | —         | —         | —       | —      | —       | —      | 8       | 2      |
| Bayern München II | 2020–21       | 3. Liga       | 2         | 0         | —         | —         | —       | —      | —       | —      | 2       | 0      |
| Bayern München II | Total         | Total         | 10        | 2         | —         | —         | —       | —      | —       | —      | 10      | 2      |
| Bayern München    | 2019–20       | Bundesliga    | 1         | 0         | 0         | 0         | 0       | 0      | 0       | 0      | 1       | 0      |
| Bayern München    | 2020–21       | Bundesliga    | 26        | 6         | 2         | 0         | 6       | 1      | 3       | 0      | 37      | 7      |
| Bayern München    | 2021–22       | Bundesliga    | 30        | 5         | 1         | 2         | 8       | 1      | 1       | 0      | 40      | 8      |
| Bayern München    | 2022–23       | Bundesliga    | 33        | 12        | 4         | 3         | 9       | 0      | 1       | 1      | 47      | 16     |
| Bayern München    | 2023–24       | Bundesliga    | 24        | 10        | 2         | 0         | 11      | 2      | 1       | 0      | 38      | 12     |
| Bayern München    | 2024–25       | Bundesliga    | 2         | 1         | 1         | 0         | 0       | 0      | 0       | 0      | 3       | 1      |
| Bayern München    | Total         | Total         | 116       | 34        | 10        | 5         | 34      | 4      | 6       | 1      | 166     | 44     |
| Total carieră     | Total carieră | Total carieră | 126       | 36        | 10        | 5         | 34      | 4      | 6       | 1      | 176     | 46     |

1. 1 2 3 4  Apariții în UEFA Champions League
2. ↑  O apariție în DFL-Supercup, două în FIFA Club World Cup
3. 1 2 3  Apariție în DFL-Supercup

### Internațional
La meciul jucat la 5 iulie 2024.
| Națională | An    | Meciuri | Goluri |
| --------- | ----- | ------- | ------ |
| Germania  | 2021  | 9       | 1      |
| Germania  | 2022  | 11      | 0      |
| Germania  | 2023  | 5       | 1      |
| Germania  | 2024  | 9       | 3      |
| Total     | Total | 34      | 5      |

La meciul jucat la 29 iunie 2024.
| Nr. | Data              | Stadion                                       | Selecție | Adversar                   | Scor | Rezultat | Competiție                               | Ref.   |
| --- | ----------------- | --------------------------------------------- | -------- | -------------------------- | ---- | -------- | ---------------------------------------- | ------ |
| 1   | 11 octombrie 2021 | Toše Proeski Arena, Skopje, Macedonia de Nord | 9        | Macedonia de Nord          | 4–0  | 4–0      | Calificările la Campionatul Mondial 2022 | [ 6 ]  |
| 2   | 14 octombrie 2023 | Pratt & Whitney Stadium, East Hartford, SUA   | 24       | Statele Unite ale Americii | 3–1  | 3–1      | Meci amical                              | [ 7 ]  |
| 3   | 14 iunie 2024     | Allianz Arena, Munich, Germania               | 30       | Scoția                     | 2–0  | 5–1      | UEFA Euro 2024                           | [ 8 ]  |
| 4   | 19 iunie 2024     | MHPArena, Stuttgart, Germania                 | 31       | Ungaria                    | 1–0  | 2–0      | UEFA Euro 2024                           | [ 9 ]  |
| 5   | 29 iunie 2024     | Westfalenstadion, Dortmund, Germania          | 33       | Danemarca                  | 2–0  | 2–0      | UEFA Euro 2024                           | [ 10 ] |

## Palmares
- Bundesliga: 2020–21,[11] 2021–22[12]
- DFL-Supercup: 2020,[13] 2021,[14] 2022
- UEFA Champions League: 2019–20[15]
- Supercupa Europei UEFA: 2020[16]
- Cupa Mondială al Cluburilor FIFA: 2020[17]

Individual
- IFFHS Men's Youth (U20) World Team: 2021[18]